# Ducati PaulSmart 1000LE
La PaulSmart 1000LE è una motocicletta prodotta da Ducati nel 2005, in edizione limitata di soli 2.000 esemplari. È conosciuta per esteso come Paul Smart 1000 Limited Edition o più semplicemente come Paul Smart, PS o colloquialmente Paulina.
La PaulSmart è stata – insieme alla Sport1000 e alla GT1000 – una delle moto in seno alla famiglia SportClassic, disegnata per la casa bolognese da Pierre Terblanche (già padre della serie 749 e 999) a metà degli anni 2000.

## Descrizione

### Concezione
La PaulSmart riprende in pieno le forme della Ducati 750 SS portata in trionfo alla 200 Miglia di Imola del 1972 da Paul Smart e Bruno Spaggiari (rispettivamente primo e secondo sul podio), con il telaio color azzurro acquamarina, serbatoio, codino monoposto e cupolino in argento. Per l'occasione, Ducati ha anche rispolverato per le grafiche del logo lo stesso font utilizzato a partire dagli anni 1960 e mantenuto fino a buona parte del decennio seguente.

### Meccanica
Sotto l'aspetto meccanico, la PaulSmart presenta il già noto propulsore a L di 90° raffreddato ad aria da 992 cm³ di cilindrata; l'iniezione elettronica è comandata da una centralina Magneti Marelli. Il motore è lo stesso modello già precedentemente utilizzato sulla serie Monster 1000 e S2R 1000; la potenza dichiarata è di 92cv a 8.000 rpm ed una coppia massima di 9,3kgm a 6.000 rpm.
Non varia l'impostazione di base del motore: due le valvole per cilindro a distribuzione desmodromica comandate da una doppia cinghia dentata.
L'estrema affidabilità del motore Desmo 2 consentiva alla PaulSmart degli intervalli di manutenzione molto ampi, ogni 12.000 km. Il motore tuttavia risentiva di un'ergazione troppo appuntita dovuta ai vincoli imposti dalla normativa Euro III che ne limitava consumi e prestazioni, le quali potevano essere ampiamente migliorate tramite una centralina dedicata ed una serie di accessori aftermarket, a partire dai terminali di scarico.

### Ciclistica
Il telaio è costituito dal classico traliccio in tubi d'acciaio ALS450, derivato dalla serie Supersport. A questo si aggiungono una forcella Öhlins del tipo a upside-down (o a steli rovesciati) completamente regolabile con steli da 43 mm e riporto in TiN sia sugli steli che sui foderi, ed un ammortizzatore posteriore Öhlins sempre con ampie capacità di regolazione. Il cannotto di sterzo ha un'inclinazione di 28° ed il passo è di 1.435 mm. Le ruote sono da 17" in alluminio con raggi in acciaio inox.
Molto particolare il forcellone posteriore bibraccio che presenta una piega nella parte destra (nota presso gli appassionati come "banana") per consentire il passaggio del collettore di scarico ed il conseguente raccordo con il doppio terminale; rimane invece dritto sulla parte sinistra dove ha sede l'aggancio dell'ammortizzatore posteriore.
La frenata è comandata da un doppio disco da 320 mm e pinze a 2 pistoncini, e da un singolo disco da 240 mm e pinza ad 1 pistoncino al posteriore (componentistica Brembo).